# Tykicz
Tykicz (ukr. Тікич Tikycz), wcześniej Tykicz Gniły – rzeka w centralnej części Ukrainy, na Wyżynie Naddnieprzańskiej, będąca krótkim – około 4 km – ciekiem. Tykicz płynący z północy na południe powstaje z połączenia rzek Tykicza Górnego (prawy) i Tykicza Gniłego (lewy dopływ). Po zlaniu się z rzeką Wełyka Wyś tworzy Siniuchę.

## Położenie
Rzeka Tykicz administracyjnie leży na terenie rejonu talniwskiego w obwodzie czerkaskim. Jej początek jest na wschód od osiedla typu wiejskiego Dobrianka. Do Siniuchy ciek wpływa na północ od wsi Skałewa.

## Etymologia nazwy
Nazwa rzeki Tykicz pochodzi od czasownika tekty (z ukraińskiego ciec, płynąć).